# 二(4-甲基苯基)汞
二(4-甲基苯基)汞是一种有机汞化合物，化学式为(CH3C6H4)2Hg，它是二苄基汞的同分异构体之一。它可由对甲苯氯化汞（通过对甲苯亚磺酸钠和氯化汞的反应得到）和碘化钠反应制得。它和二氧化硒在热乙醇或苯中反应，可以得到亚硒酸二(4-甲苯基汞)和二(4-甲苯基)氧化硒。它可用于制备苄基钾。